# Ледена принцеза
Ледена принцеза (енгл. Ice Princess) је амерички филм из 2005. године.

## Радња
Кејси је на први поглед озбиљна средњошколка која живи са мајком којој је јако стало да јој ћерка једнога дана упише престижан факултет. Кејси сања о томе да постане првакиња у уметничком клизању попут њених школских колегица - Ген, Тифани и Ники, које свако мало наступе на неком познатом такмичењу. Једнога дана Кејси добије прилику да тренира уз Ген, чија је тренерица њена мајка, некадашња перспективна клизачица. Све више привучена лепотом спорта, девојка постаје свесна да ће морати кренути за својим циљем и уверити мајку да је изабрала другачији животни пут. Услиједит ће сукоби, но Кејси ће се, иако уз почетничке тешкоће, пружати добре прилике за показивање свог талента.

## Улоге
| Глумац            | Улога                |
| ----------------- | -------------------- |
| Мишел Трахтенберг | Кејси Карлајл        |
| Џоун Кјузак       | Џоун Карлајл         |
| Ким Катрал        | Тина Харвуд          |
| Тревор Блумас     | Теди Харвуд          |
| Ерик Кинг         | Чип Хили             |
| Јулијана Канарозо | Зои Блох             |
| Хејден Панетијер  | Џенифер „Ген” Харвуд |
| Дијего Клатенхоф  | Кил Дејтон           |